# King Arthur (jeu vidéo)
King Arthur est un jeu vidéo d'action-aventure développé par Krome Studios et édité par Konami, sorti en 2004 sur GameCube, PlayStation 2 et Xbox.
Le jeu est adapté du film Le Roi Arthur.

## Accueil
- Jeuxvideo.com : 10/20[1]